# Arredondo
Arredondo es un municipio y localidad española de la comunidad autónoma de Cantabria, situado en la comarca del Asón-Agüera. Limita por el norte con los municipios de Ruesga y Riotuerto, por el este con Ruesga, por el sur con Soba y por el oeste con Ruesga y Miera.
Este municipio de 47.1 km² se encuentra situado al pie del puerto de Alisas (674 m) y está bañado por los ríos Asón y Bustablado, siendo el primero punto de unión de los pueblos que forman la Mancomunidad. Su mayor altura se encuentra en el Porracolina a 1412.7 m y, su cota mínima, ligeramente por debajo de los 145 m, sobre el río Asón.
La cabecera municipal es la localidad de Arredondo, situada en la confluencia de los ríos Bustablado y Asón. Esta dista cuarenta y cinco kilómetros de la capital autonómica, Santander.

## Geografía
El municipio está situado en la zona oriental de Cantabria, dentro de la comarca de Asón-Agüera. Su capital dista 45 kilómetros de la capital cántabra, Santander.
| Noroeste: Miera | Norte: Riotuerto | Nordeste: Ruesga |
| Oeste: Ruesga   |                  | Este: Ruesga     |
| Suroeste: Soba  | Sur: Soba        | Sureste: Soba    |

### Clima
El territorio municipal se ubica en la región climática de la Ibéria Verde de clima Europeo Occidental, clasificada también como clima templado húmedo de verano fresco del tipo Cfb según la clasificación climática de Köppen.
Los principales rasgos del municipio a nivel general son unos inviernos suaves y veranos frescos, sin cambios bruscos estacionales, siendo la diferencia entre el invierno y el verano de unos doce grados. El aire es húmedo con abundante nubosidad y las precipitaciones son frecuentes en todas las estaciones del año, alcanzando una media anual ligeramente por encima de los mil ochocientos milímetros, con escasos valores excepcionales a lo largo del año.
La temperatura media de la región ha aumentado en los últimos cincuenta años 0,6 grados, mientras que las precipitaciones ha experimentado un descenso del diez por ciento. Cada uno de los años de la serie 1981-2010 fueron claramente más secos y cálidos que los de la serie 1951-1980. Y todo indica que las fluctuaciones intra-estacionales del régimen termo-pluviométrico fueron más intensas durante el periodo 1981-2010.

## Historia
Arredondo antiguamente era denominado la «capital del mundo» pues de allí emigraron numerosos indianos hacia América, donde hicieron fortuna y al volver se daban cita en el pueblo con grandes ganancias y riquezas. Este municipio ha estado vinculado estrechamente a Ruesga, puesto que hasta 1822 pertenecía a ese régimen señorial, en concreto a la Casa de los Velasco. Tras la formación de ambos ayuntamientos, el término municipal de Ruesga quedó dividido en dos zonas, quedando Arredondo prácticamente rodeado por Ruesga por norte, este y oeste.

## Demografía
Arredondo cuenta con una población de 477 habitantes (INE 2024).
| Gráfica de evolución demográfica de Arredondo entre 1842 y 2021                                                     |
| |
| Población de derecho según los censos de población del INE Población de hecho según los censos de población del INE |

Al igual que muchos otros municipios de Cantabria, Arredondo presenta un perfil demográfico muy envejecido, tras una progresiva pérdida de población a lo largo de la segunda mitad del siglo XX. En 2017, el municipio contaba con una población de 472 personas.

### Transporte y comunicaciones

#### Red viaria
Por el término municipal de Arredondo no discurre ninguna carretera perteneciente a la Red de Carreteras del Estado. Las siguientes carreteras de la Red Secundaria de Carreteras de Cantabria recorren el término municipal:
- CA-261: La Cavada - Ramales de la Victoria, entre los puntos kilométricos 12 y 23
- CA-265: Arredondo - La Gándara, desde el inicio hasta el punto kilométrico 4

También discurren la siguiente carretera de la Red Local de Carreteras de Cantabria:
- CA-655: Arredondo - Bustablado
- CA-656: Arredondo - Socueva

A lo largo de las carreteras que recorren Arredondo, se cruza un puerto de montaña:
- Puerto de Alisas, en la carretera CA-261 y con una altitud de 674 m s. n. m., en el límite con Riotuerto
- Los Machucos, situado en la carretera construida por la Consejería de Ganadería, Agricultura y Pesca[8] entre las población de Calseca y Bustablado con una altitud de 674 m s. n. m.

#### Transporte público
Arredondo está comunicado con la capital de Cantabria, Santander, y con Ramales de la Victoria por medio de las siguientes líneas de autobuses:
- Turytrans: Santander - La Gándara
- Turytrans: Ramales - Arredondo

## Economía
Un 42,9 % de la población activa de Arredondo se dedica al sector primario, un 10 % a la construcción, un 9 % a la industria y un 38,1 % al sector terciario.

## Administración y política

### Gobierno municipal
Leoncio Carrascal Ruiz (PRC) es el actual alcalde del municipio. 
| Partido político                         | 2023  | 2023  | 2023       | 2019  | 2019  | 2019       | 2015  | 2015  | 2015       | 2011  | 2011  | 2011       | 2007  | 2007  | 2007       | 2003  | 2003  | 2003       |
| Partido político                         | Votos | %     | Concejales | Votos | %     | Concejales | Votos | %     | Concejales | Votos | %     | Concejales | Votos | %     | Concejales | Votos | %     | Concejales |
| Partido Regionalista de Cantabria (PRC)  | 259   | 67,09 | 5          | 183   | 52,58 | 4          | 219   | 59,67 | 5          | 245   | 58,47 | 5          | 213   | 46,61 | 4          | 146   | 31,20 | 2          |
| Partido Socialista Obrero Español (PSOE) | 108   | 27,97 | 2          | 134   | 38,50 | 3          | 61    | 16,62 | 1          | 42    | 10,02 | 0          | 35    | 7,66  | 0          | 58    | 12,39 | 1          |
| Partido Popular (PP)                     | 18    | 4,66  | 0          | 31    | 8,90  | 0          | 80    | 21,80 | 1          | 125   | 29,83 | 2          | 202   | 44,20 | 3          | 262   | 55,98 | 4          |

### Organización territorial
Arredondo es a su vez la capital municipal, y está a una altitud de 161 metros sobre el nivel del mar. En 2024 la localidad contaba con una población de 253 habitantes (INE).
| - Alisas - Arredondo (Capital) - Asón - El Avellanal - La Iglesia | - Rocías - La Roza - Socueva - Tabladillo - Val del Asón |

### Justicia
El municipio pertenece al Partido judicial de Laredo (partido judicial n.º 2 de Cantabria).
En agosto de 2016, el Tribunal Superior de Justicia de Cantabria nombra como juez de paz titular de Arredondo a Manuel González Borrajo y, en noviembre de 2012, se nombra como jueza de paz sustituta a Margarita Ferri Puente.

## Cultura

### Patrimonio
Dos son los bienes de interés cultural, con categoría de monumento, de este municipio:
- La iglesia rupestre de San Juan, en Socueva, en un farallón calizo dominando el pueblo de Socueva. Las paredes que no son de pura roca están hechas en mampostería. Tiene una nave y un ábside con bóveda de horno, separado por un arco triunfal de herradura. Conserva restos de la mesa de altar y su soporte. Pertenece al siglo IX, cuando se dio la repoblación de la zona por el elemento mozárabe.
- Iglesia parroquial de San Pelayo, en la capital municipal (siglo XIX, arquitectura neoclásica).Detalle del campanario de la Iglesia

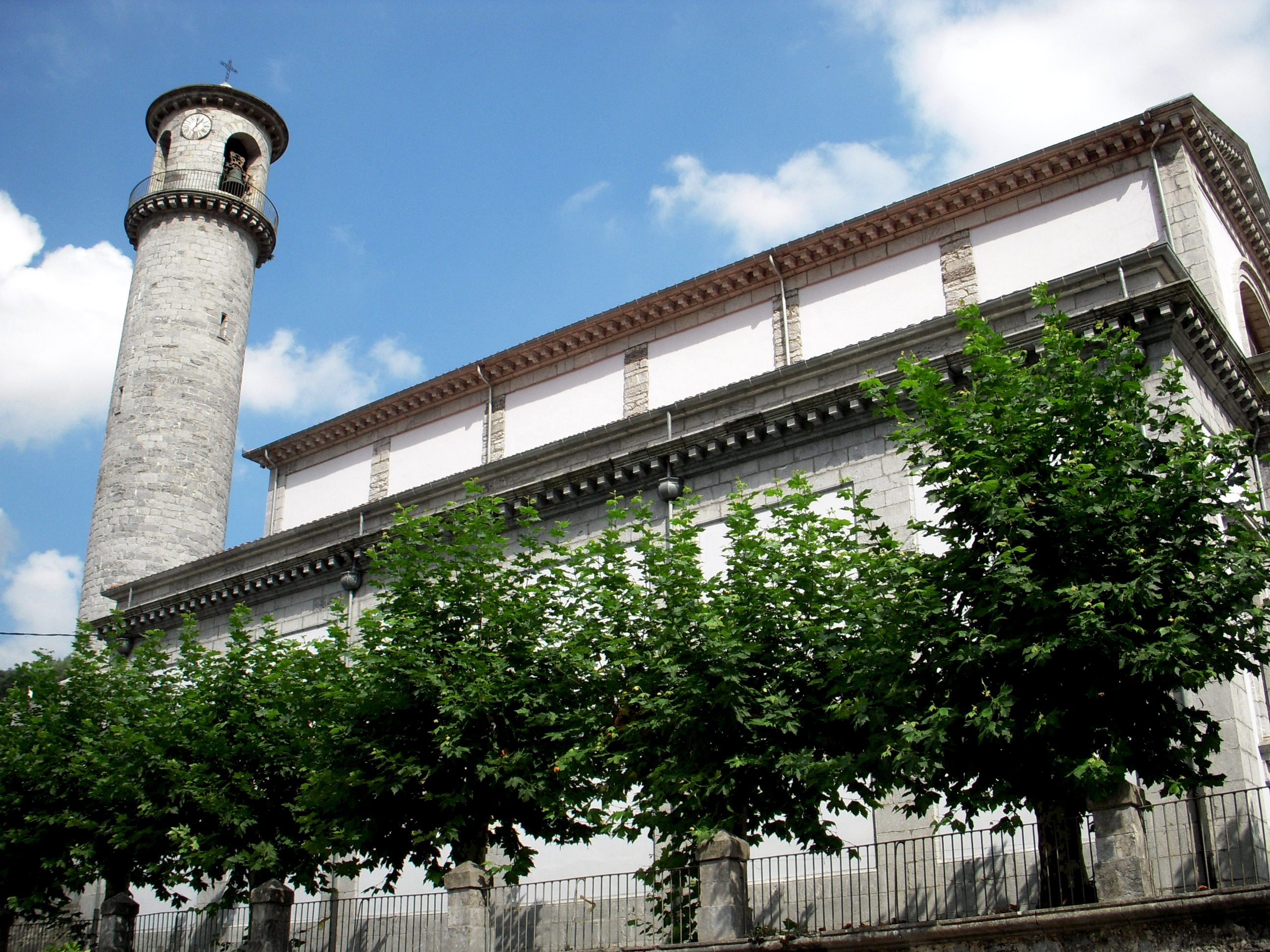
Detalle del campanario de la Iglesia

### Fiestas
- 1 de junio, San Íñigo declarada Fiesta de Interés Local.

- 13 de junio, San Antonio (Asón).

- 24 de junio, San Juan (Socueva).

- 26 de junio, San Pelayo (Arredondo).

- Segundo sábado de agosto, El Turista (Arredondo).

- 30 de agosto, Los Mártires (Arredondo).

- 1 de noviembre, Feria de Año de Todos los Santos (Arredondo) consiste en un importante encuentro ganadero de gran participación (la mejor feria de ganado caprino de la cornisa Cantábrica). Los animales superan la cifra de los dos millares.